# Sutwanus nigriceps
Sutwanus nigriceps (лат.) — вид пилильщиков из семейства Pergidae. Встречается в Северной (Мексика) и Центральной Америке (Коста-Рика, Сальвадор). Личинки развиваются на древесном растении гуайяве (Psidium guajava L.; семейство миртовые, Myrtaceae). Первоначально был описан в роде Loboceras.